# Hanshagen
Hanshagen ist eine Gemeinde im Landkreis Vorpommern-Greifswald in Mecklenburg-Vorpommern. Sie gehört dem Amt Lubmin an.

## Geografie
Die Gemeinde Hanshagen liegt etwa zehn Kilometer südöstlich von Greifswald und ca. 25 Kilometer nordwestlich von Anklam an der Bundesstraße 109. Umliegende Gemeinden sind Weitenhagen, Groß Kiesow, Wrangelsburg, Neu Boltenhagen und Kemnitz.
Durch die Gemeinde fließt der nach ihr benannte Hanshäger Bach.

## Geschichte

### Vom 13. bis zum 18. Jahrhundert
Die erste urkundliche Erwähnung von Hanshagen erfolgte durch Wartislaw III. als Johanneshaghen im Jahre 1248. Es war wohl Graf Johann I. von Gützkow, der dem Ort seinen Namen gab. Zu dieser Zeit gehörten zwei Hufen dem Kloster Eldena, der übrige Teil dem Grafen. Sie verpfändeten nach und nach die Höfe in Hanshagen an Greifswalder Bürger z. B. an die Familie Lübeck. Diese verkaufte ihren Besitz 1492 an das Kloster Krummin auf Usedom. Das Kloster verpachtete Dorf und Mühle an die Familie Dreyer. Mit der Säkularisation des Klosters 1534 wurde Hanshagen Dominal. 1524 erhielt die Gemeinde die Genehmigung zum Bau einer Wassermühle. 1634 gab Herzog Bogislaw XIV. das Dorf an die Universität Greifswald.
Hatte Hanshagen im Jahr 1767 noch 126 Einwohner, so stieg diese Einwohnerzahl 1865 auf 856. Das Dorf hat(te) eine Kirche, zwei Schulen, 51 Wohngebäude, sechs Fabrikgebäude (zur Mühle) sowie 125 Wirtschaftsgebäude. Von 1648 bis 1815 gehörte es zu Schwedisch-Pommern, danach zur preußischen Provinz Pommern. 1855 konnten die Büdner von der Universität in Greifswald je einen Morgen Ackerland pachten.

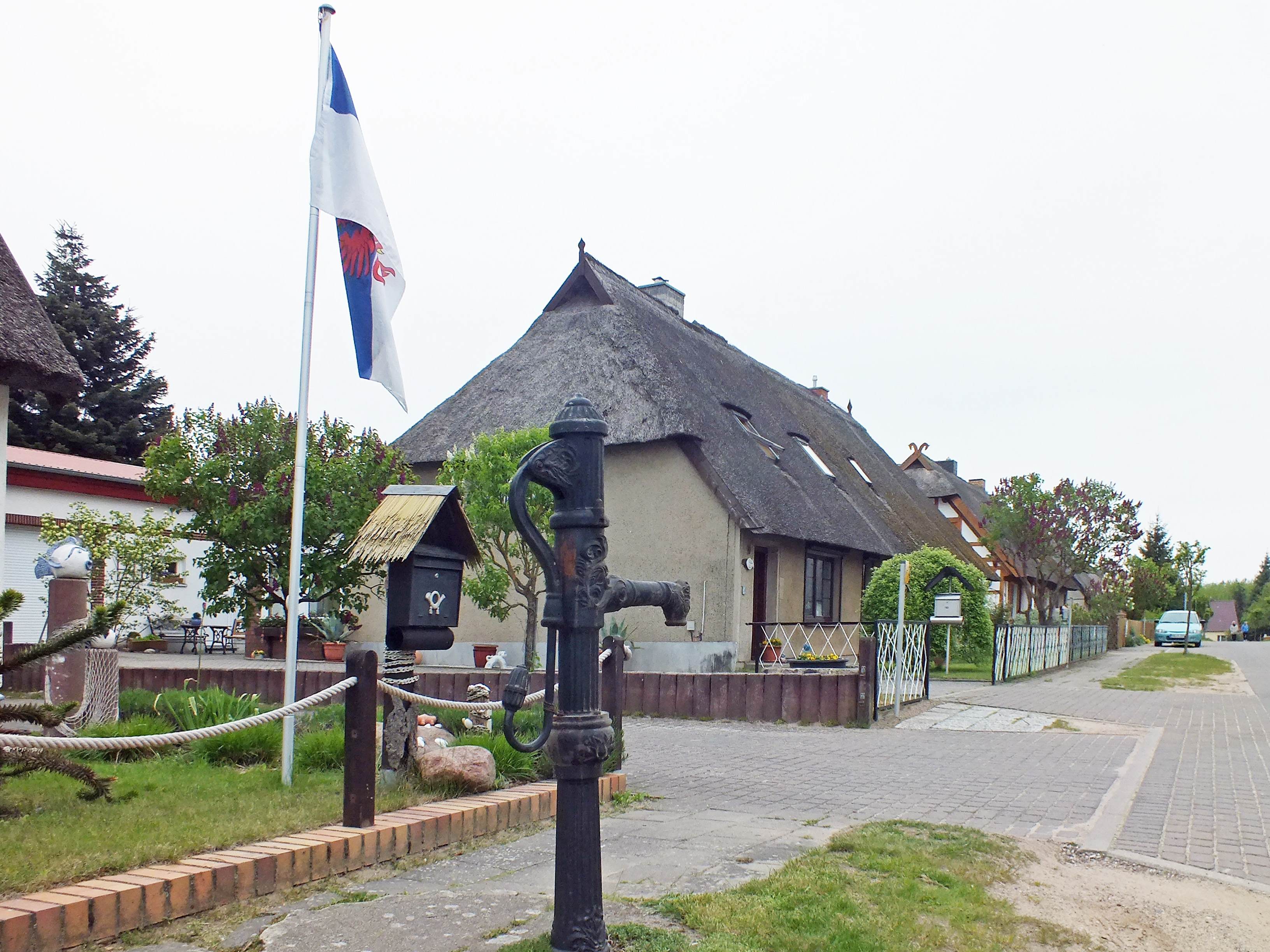
In der Straße Alter Fliederberg

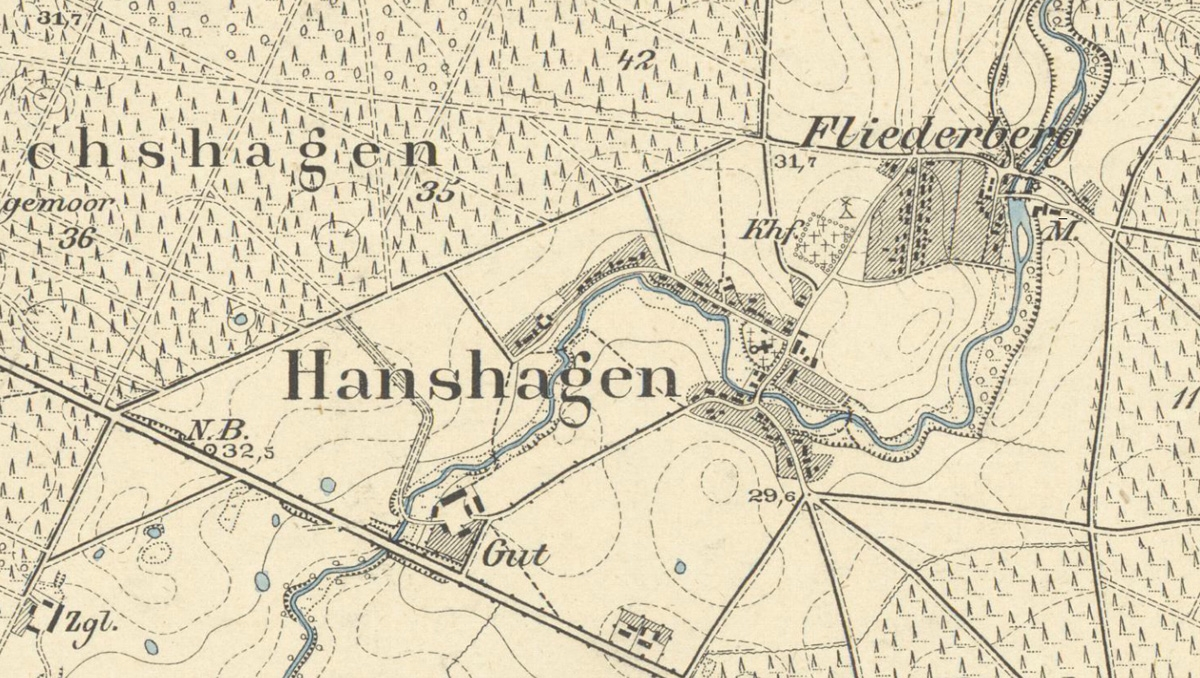
Hanshagen auf einer Karte von 1885

### 19. und 20. Jahrhundert
Hanshagen bestand über lange Zeit aus drei Teilbereichen, die aber nie als Ortsteile registriert waren. Das waren das Kirchdorf Hanshagen, das gesondert liegende Gut Hanshagen an der Fernstraße und der Ort Fliederberg. Das Gut gehörte u. a. den Familien von Moltke,  von Oertzen, von Plessen und Joachim Christian von Müller, Warnke und bis 1945 von Storch. Danach gelangte es durch Enteignung an die Gemeinde.
Der Ausbau Fliederberg entstand 1800 durch Ansiedlung von Staatsforstarbeitern, Handwerkern usw., dadurch waren dort 14 Büdner ansässig.
Bereits im Preußischen Urmesstischblatt von 1835 wurde der Ort Fliederberg als gerade langgestreckte Häuserzeile gezeichnet. Auch in den Karten von 1880 und 1920 wird Fliederberg noch als eigenständiger Ort vermerkt. Bekannt war und ist dieser Teil Hanshagens durch seine mittelalterliche Wassermühle Hanshagen, die nach einer aufwendigen Restaurierung ein Hotel, eine Gaststätte, einen Hofladen sowie die besagte Mühle mit Mühlbach und Stauteich beinhaltet. Im 21. Jahrhundert ist der frühere Ort Fliederberg mit dem Kirchdorf zur Gemeinde Hanshagen zusammengewachsen. Der Name
Von 1897 bis 1945 tangierte die Kleinbahn Greifswald–Wolgast (KGW) den Ort.
Während des Zweiten Weltkrieges mussten Frauen und Männer aus Polen und der Sowjetunion Zwangsarbeit im Ort verrichten. Auch ein Kriegsgefangenenlager existierte in der Nähe des Ortes. Eine kleine Widerstandsgruppe, bestehend aus Johann Pilarski und seinem Bruder sowie Ernst Boberg, versorgte die Zwangsarbeiter und Gefangenen heimlich mit Nachrichten über den Frontverlauf. Als sich die 2. Belorussische Front dem Ort näherte, brachten Pilarski und seine Freunde weiße Fahnen am Kirchturm und den Lichtmasten an und verhinderten so die gewaltsame Einnahme des Ortes.
Seit 1952 gehörte der Ort zum Bezirk Rostock und nach der deutschen Wiedervereinigung gelangte es zum Land Mecklenburg-Vorpommern. 1953 gründete sich eine Landwirtschaftliche Produktionsgenossenschaft, der sich im Jahr 1960 alle Bauern angeschlossen hatten. Dennoch ging die Produktion landwirtschaftlicher Güter zurück und kam im Jahr 1972 praktisch zum Erliegen. In den Jahren 1971 bis 1980 errichtete die Gemeinde insgesamt drei Wohnblöcke.
Im Jahr 1973 erhielt die Gemeinde nach und nach eine zentrale Trinkwasserversorgung.
Im Karbower Wald östlich von Hanshagen befand sich eine Dienststelle der NVA. Bis Mitte der 1980er Jahre waren hier das Bataillon Funkelektronischer Kampf (1985 Verlegung nach Böhlendorf) und ein Lagerbereich des Versorgungs- und Ausrüstungslagers VAL 18 (Schiffsraketen) stationiert. Zum 1. Dezember 1986 wurde in diesem Objekt die Raketen-Torpedotechnische Basis 18 gebildet. Werkstattgebäude für die Wartung von Raketen und Torpedos wurden errichtet und teilweise noch bis 1990 fertiggestellt.

### Seit 1990
Nach 1990 wurde die LPG aufgelöst und die Flächen gelangten entweder an die Eigentümer zurück oder wurden an andere Interessenten verkauft.
Die Wohnblöcke wurden im 21. Jahrhundert Kommunaleigentum und werden nun von einer gemeinnützigen Wohnungsbaugesellschaft verwaltet.
Ende 1990 wurde die NVA-Dienststelle geschlossen und das Objekt noch einige Jahre von der VEBEG nachgenutzt.
1993 nahm eine neu errichtete zentrale Kläranlage ihren Betrieb auf.

## Politik

### Wappen

Flagge der Gemeinde Hanshagen

| Wappen von Hanshagen | Blasonierung: „Geteilt von Gold über Blau, oben drei ausgerissene grüne Laubbäume balkenweise; unten ein sechzehnschaufeliges goldenes Mühlrad.“ |
| Wappen von Hanshagen | Wappenbegründung: In dem Wappen symbolisieren die Laubbäume den den Ort umgebenden Wald als Stätte der Erholung. Das Mühlrad steht für die historische Wassermühle, die inzwischen eine Touristenattraktion darstellt. Das Wappen und die Flagge wurde von den Hanshägenern Ingrid und Michael Cherubim gestaltet. Es wurde zusammen mit der Flagge am 29. November 1999 durch das Ministerium des Innern genehmigt und unter der Nr. 201 der Wappenrolle des Landes Mecklenburg-Vorpommern registriert. |

### Flagge und Dienstsiegel
Die Flagge ist gleichmäßig längs gestreift von Blau und Gelb. In der Mitte des Flaggentuchs liegt, auf jeweils zwei Drittel der Höhe des blauen und des gelben Streifens übergreifend, das Gemeindewappen. Die Länge des Flaggentuchs verhält sich zur Höhe wie 5:3.

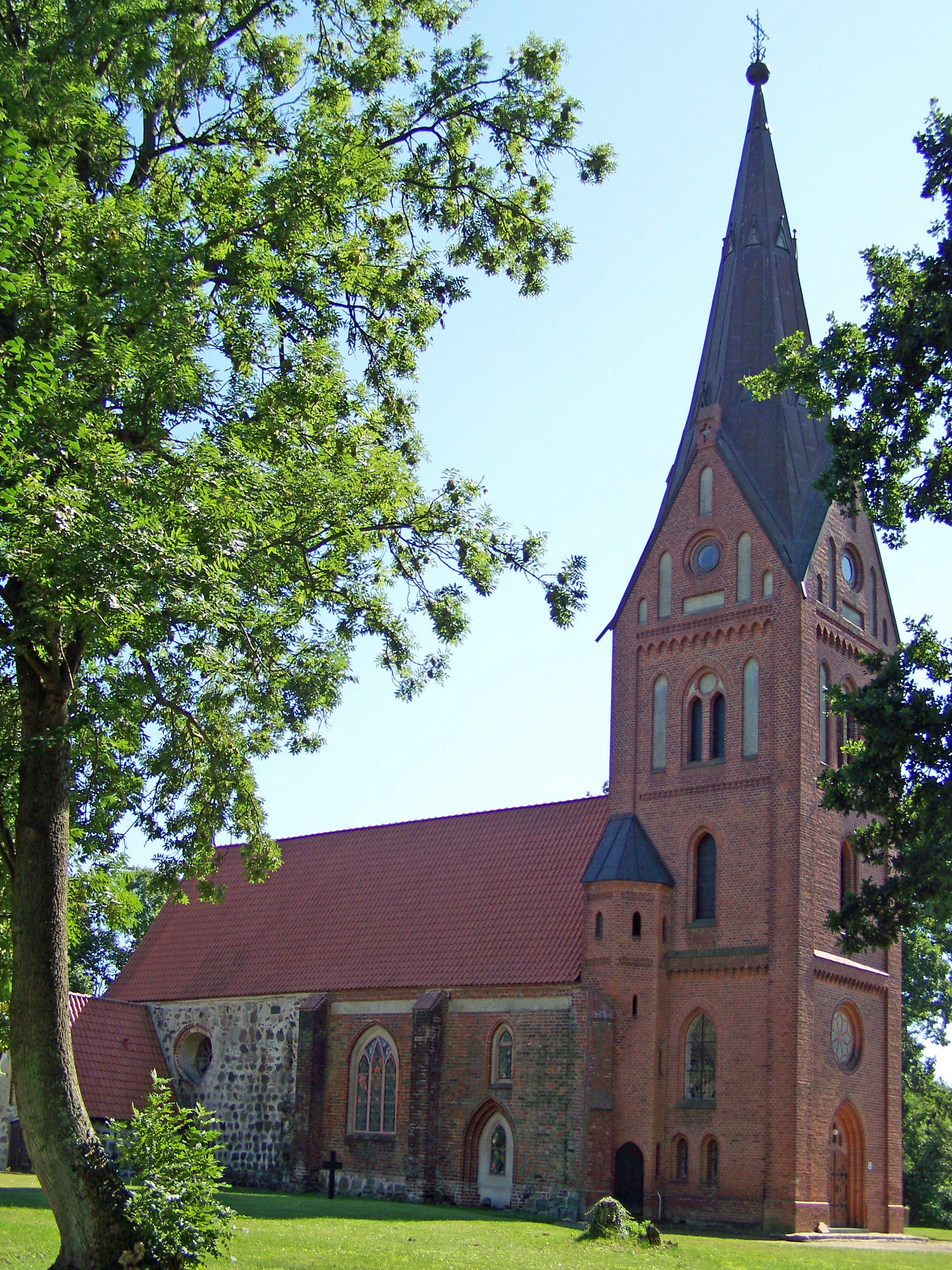
Kirche in Hanshagen

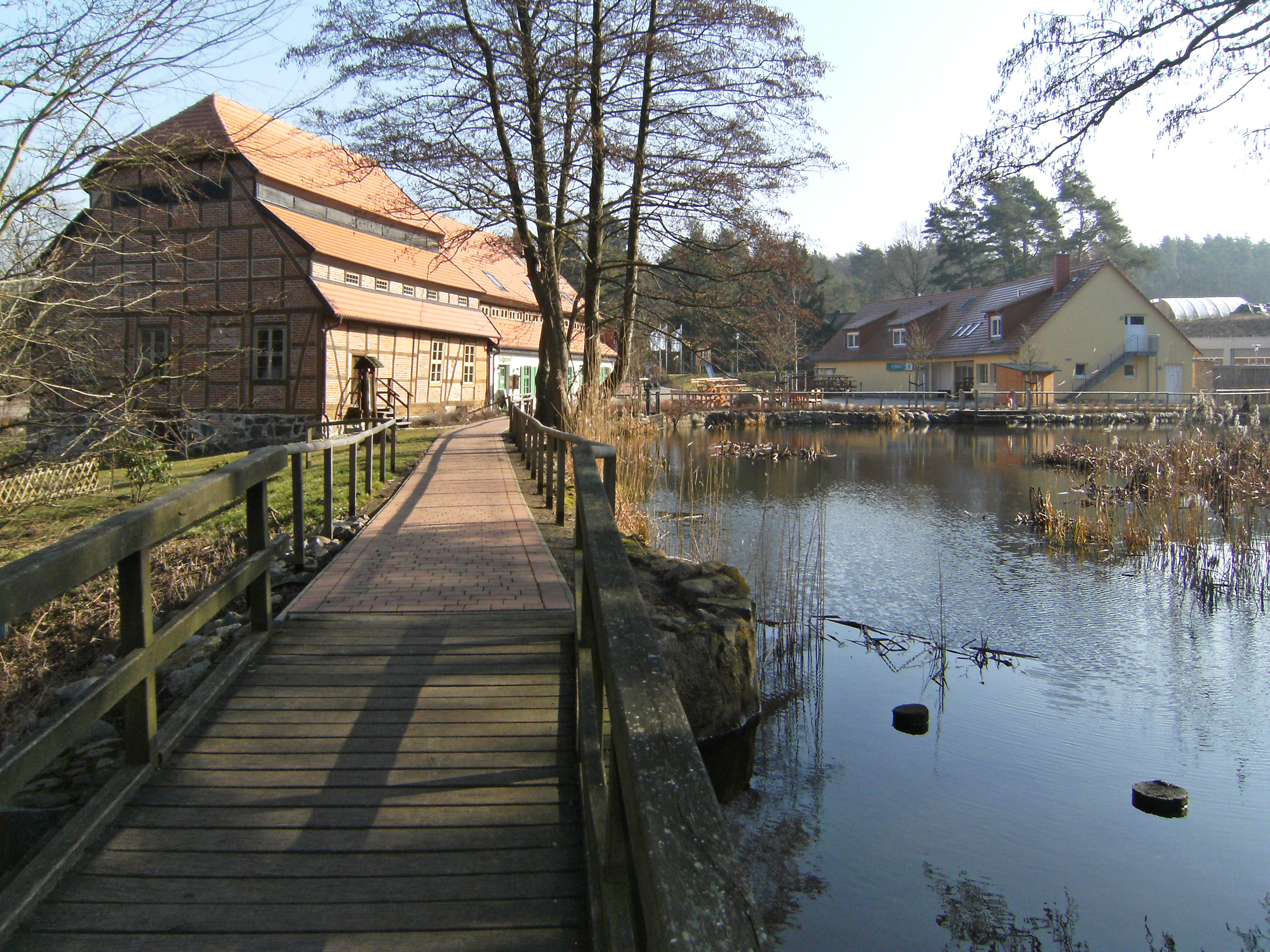
Hanshagener Mühle mit Teich, rechts Hofladen, links Mühle mit Hotel/Gaststätte

Das Dienstsiegel zeigt das Gemeindewappen mit der Umschrift „GEMEINDE HANSHAGEN * LANDKREIS VORPOMMERN-GREIFSWALD“.

### Partnergemeinden
Partnergemeinden von Hanshagen sind die holsteinischen Gemeinden Borsfleth und Bahrenfleth.

## Sehenswürdigkeiten (Aauswahl)
- Kirche Hanshagen mit gotischen Teilen aus dem 13. und 14. Jahrhundert und einem neugotischen Turm aus dem 19. Jahrhundert.
- Wassermühle Hanshagen existiert seit 1524. Zwischen 1634 und 1855 war sie Papiermühle der Universität Greifswald, danach bis 1952 Mahlmühle. Seit 2010 sanierte ein örtlicher Investor die denkmalgeschützte Anlage und baute sie zu einem gastronomischen Betrieb mit technischem Museum (Kornmühle) aus.
- Vor der ehemaligen Schule, die zu DDR-Zeiten seinen Namen trug, steht seit 1972 ein Denkmal für den KPD-Vorsitzenden Ernst Thälmann, der 1944 im KZ Buchenwald ermordet wurde. Im 21. Jahrhundert werden die Gebäude durch Gemeindevertretung, die Freiwillige Feuerwehr, ein Lebensmittelgeschäft sowie einen Jugendclub genutzt. Auf dem ehemaligen Schulhof befinden sich ein Spielplatz und eine Fläche für Festveranstaltungen.
- Im Kreisverkehr stellte die Heimvolkshochschule in Lubmin im Jahr 2002 einige Holzskulpturen auf. Sie zeigen Don Quichote, einen weiblichen Torso sowie einen Vogel. 2004 kamen eine Sirene, eine Fischerfrau sowie ein Blasentang hinzu.
- Auf dem Friedhof befinden sich mehrere alte Grabplatten aus dem 19. Jahrhundert, beispielsweise von Carl Johann und Michael Gudke, die 1818 verstarben. Ein gusseisernes Kreuz erinnert an den Pastor, Superintendenten und Gründer einer Erziehungsanstalt in Hanshagen, Theodor Ziemssen (1777–1843). Ein weiterer Grabstein erinnert an Gustav Adolf Plath (1799–1837), dem das Gut im benachbarten Karbow gehörte.